# Kuta (Nikšić)
Kuta es una localidad de Montenegro perteneciente al municipio de Nikšić en el oeste del país.
En 2011 tenía una población de 846 habitantes, de los cuales 600 eran étnicamente montenegrinos y 165 serbios.
Se ubica unos 10 km al este de la capital municipal Nikšić, cerca del límite con el vecino municipio de Danilovgrad.

## Demografía
La localidad ha tenido la siguiente evolución demográfica:
| Gráfica de evolución demográfica de Kuta entre 1948 y 2003 |
|                                                            |